# Perdita kiowi
Perdita kiowi är en biart som beskrevs av Griswold 1988. Perdita kiowi ingår i släktet Perdita och familjen grävbin. Inga underarter finns listade i Catalogue of Life.